# Dennis Butler
Dennis Anthony Butler (Atherton, 24 giugno 1944) è un allenatore di calcio ed ex calciatore inglese, di ruolo centrocampista.

## Caratteristiche tecniche
Era un'ala.

## Carriera

### Giocatore
Tra il 1959 ed il 1962 gioca nelle giovanili del Bolton, club della prima divisione inglese; esordisce in prima squadra con i Trotters nel 1962, all'età di 18 anni, mettendo a segno 4 reti in 16 presenze nel campionato di First Division. Nel campionato successivo, che il club conclude retrocedendo in seconda divisione, va invece in rete per 3 volte in 14 presenze. Nel successivo triennio, trascorso integralmente in seconda divisione sempre al Bolton, non riesce invece a trovare continuità come negli anni precedenti: gioca infatti in totale solamente 35 partite di campionato, condite da 4 reti, e nell'ottobre del 1967 viene ceduto al Rochdale, club di quarta divisione. Successivamente con i nerazzurri nella stagione 1968-1969 gioca tutte e 46 le partite di campionato e segna 16 gol, fornendo quindi un contributo importante alla conquista della promozione in terza divisione, categoria nella quale durante la stagione seguente nonostante il salto di categoria si mantiene su livelli di rendimento simili, andando in rete per 10 volte in 40 presenze. Continua poi a giocare nel Rochdale fino al 1973, anno in cui, a 29 anni di età, si ritira, per un totale di ulteriori 51 presenze e 8 reti in terza divisione, che lo portano quindi a complessive 156 presenze e 36 reti con la maglia del Rochdale in incontri di campionato.
In carriera ha totalizzato complessivamente 221 presenze e 47 reti nei campionati della Football League (giocando almeno una partita e segnando almeno una rete in ciascuna delle quattro divisioni della Football League stessa).

### Allenatore
Subito dopo il ritiro è rimasto come vice allenatore al Rochdale, per poi in seguito ricoprire un ruolo analogo al Bury e, dal novembre del 1977 fino al termine della stagione 1977-1978, al Port Vale. Nella stagione 1978-1979 è stato invece allenatore del Port Vale, nella quarta divisione inglese, lasciando però l'incarico il 30 agosto 1979 (dopo la terza giornata di campionato della stagione 1979-1980) per andare a lavorare come vice allo Swindon Town, incarico che ha ricoperto per una stagione prima di lasciare definitivamente il mondo del calcio.